# Hong Khaou
Hong Khaou (nascut el 22 d'octubre de 1975) és un director de cinema i guionista britànic i xinès nascut a Cambodja. És conegut sobretot pel seu primer llargmetratge Lilting i pels curtmetratges Summer i Spring.

## Biografia
Khaou va néixer a Cambodja de pares xinesos cambodjans. Tenia uns mesos quan ell i la seva família van fugir a Vietnam després de la caiguda de Phnom Penh a mans dels Khmers rojos. Quan tenia 8 anys, la seva família va emigrar al Regne Unit a la dècada de 1980 com a refugiats polítics.
Khaou va estudiar BA (Hons) Producció de cinema a la University for the Creative Arts (UCA) a Farnham, abans Surrey Institute of Art & Design, on es va graduar el 1997.
La seva pel·lícula de debut, Lilting va ser produït sota l'esquema de micro-pressupost de Film London Microwave, i va ser llançat el 8 d'agost al Regne Unit pels distribuïdors Artificial Eye. El seu curtmetratge Spring pes va presentar tant al Festival de Cinema de Sundance com al Festival Internacional de Cinema de Berlín el 2011, amb el seu curtmetratge anterior Summer que també fou estrenat a Berlín el 2006. Ha rebut el Sundance Institute/Mahindra Global Filmmaking Award 2014 pel seu següent llargmetratge Monsoon.

## Filmografia

### Curtmetratges
- 2005: Waiting for Movement
- 2006: Summer
- 2011: Spring

### Llargmetratges
- 2014: Lilting
- 2019: Monsoon